# Pooth Kalan
Pooth Kalan è una suddivisione dell'India, classificata come census town, di 50.587 abitanti, situata nel distretto di Delhi Nord Ovest, nello territorio federato di Delhi. In base al numero di abitanti la città rientra nella classe II (da 50.000 a 99.999 persone).

## Geografia fisica
La città è situata a 28° 42' 42 N e 77° 04' 41 E.

## Società

### Evoluzione demografica
Al censimento del 2001 la popolazione di Pooth Kalan assommava a 50.587 persone, delle quali 27.608 maschi e 22.979 femmine. I bambini di età inferiore o uguale ai sei anni assommavano a 8.352, dei quali 4.519 maschi e 3.833 femmine. Infine, coloro che erano in grado di saper almeno leggere e scrivere erano 32.520, dei quali 19.749 maschi e 12.771 femmine.